# Zone bascophone de Navarre

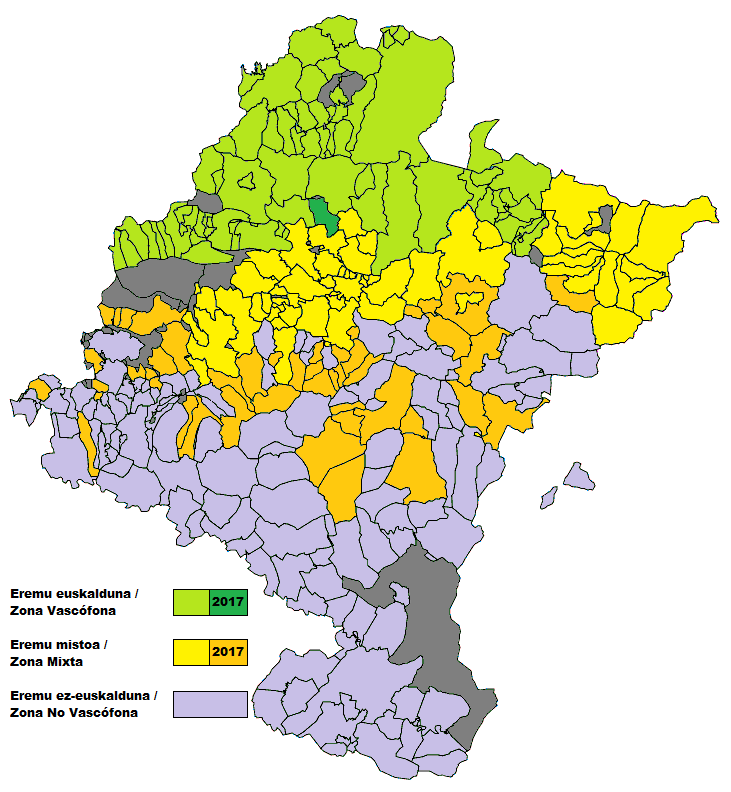
En vert, la zone bascophone de Navarre. Les municipalités en orange et en jaune représentent la zone mixte.

Selon la loi forale sur la langue basque, approuvée en 1986, la zone bascophone de Navarre est l'une des trois aires linguistiques qui composent la province.
Cette zone comprend approximativement les municipalités situées au nord de la Navarre. Le basque est la langue officielle dans cette région avec l'espagnol, et donc une des deux langues institutionnelles.
En 2017, il y a eu un changement important dans la composition des zones. Par la loi forale 9/2017 du 27 juin, une municipalité (Atetz) est passée de la zone mixte à la zone bascophone et 44 municipalités de la zone non bascophone sont devenues partie intégrante de la zone mixte.

## Géographie
L'espace bascophone comprend 64 petites municipalités (dont aucune ne dépasse 10 000 habitants), toutes situées dans les vallées atlantique et pyrénéenne du nord-ouest de la Navarre. En 2012, la population totale de cette zone représentait 9 % de la population totale de la province.

## Démographie
Depuis 1991, la société navarraise a connu une transformation évidente. D'une part, la population a augmenté (de 519 277 habitants en 1991 à 647 554 en 2018), non en raison de la différence entre le nombre de naissances et de décès, qu'en raison des soldes migratoires. En effet, depuis le début du XXIe siècle, les habitants de Navarre nés à l'étranger ont considérablement augmenté (ils représentaient 2,7 % de la population navarraise en 2000 et 15,1 % début 2019). D'autre part, la société navarraise a vieilli, car l'espérance de vie augmente et le taux de natalité est inférieur à celui de l'Europe (9,2 naissances pour 1 000 habitants, alors que l'Europe est de 10,1). En conséquence, le poids relatif des personnes âgées dans la société navarraise a augmenté et celui des jeunes a diminué (les plus de 65 ans représentent 19,6 % de la population et les moins de 15 ans 15, 5 %).

## Situation socio-linguistique
Si l'on regarde les chiffres absolus en pourcentage de 2018, on constate que la majorité des 75 810 navarrais bascophones âgés de 16 ans et plus vivent hors de la zone bascophone de Navarre : 29 459 dans l'espace bascophone (38,9 % des Basques navarrais), 42 551 en zone mixte (56,1 %) et 3 800 en zone non bascophone (5 %).
En ce qui concerne le nombre de bilingues réceptifs bascophones, la majorité des 42 994 navarrais bascophones âgés de 16 ans et plus vivent dans une zone mixte : 5 187 dans la zone bascophone (12 % des bilingues réceptifs), 32 217 dans la zone mixte (75 %) et 5 590 dans la zone non bascophone (13 %).
En termes d'évolution de la compétence linguistique, de 1991 à 2018, la compétence linguistique dans les trois domaines n'a pas évolué de la même manière. Le pourcentage de bascophones dans l'espace bascophone est le même (60,3 % en 1991 et 60,8 % en 2018) et a augmenté dans deux autres domaines : de manière continu dans la zone mixte, de 5,2 % à 12,4 % ; et dans la zone non bascophone, il est passé de 0,6 % à 2,6 %.

### Municipalités
Actuellement, la zone est composé des municipalités suivantes :
Abaurregaina, Abaurrepea, Altsasu, Anue, Araitz, Arantza, Arano, Arakil, Arbizu, Areso, Aria, Aribe, Arruazu, Atetz, Auritz, Bakaiku, Basaburua, Baztan, Bera, Bertizarana, Betelu, Donamaria, Doneztebe, Etxalar, Etxarri Aranatz, Elgorriaga, Eratsun, Ergoiena, Erro, Esteribar, Acorn, Garaioa, Garralda, Goizueta, Hiriberri (Aezkoa), Igantzi, Imotz, Irañeta, Irurtzun, Ituren, Iturmendi, Labaien, Lakuntza, Lantz, Larraun, Leitza, Lekunberri, Lesaka, Luzaide, Oitz, Olazagutia, Orbaizeta, Orbara, Roncevaux, Saldias, Sunbilla, Ultzama, Urdazubi, Urdiain, Urrotz, Uharte Arakil, Ziordia, Zubieta, Zugarramurdi.
Les municipalités les plus importantes sont Baztan (environ 7 800 habitants), Altsasu (environ 7 600 habitants), Leitza (environ 2 900 habitants), Etxarri Aranatz (environ 2 400 habitants) et Irurtzun (environ 2 200 habitants).

## Législation
Selon la loi forale sur la langue basque établi à l'article 9 que le gouvernement de Navarre établit à Pampelune une unité administrative de traduction officielle du basque et du castillan.

### Chapitre II
« 
De l’usage officiel des langues dans la zone bascophone
Article 10
1) Tous les citoyens ont le droit d’utiliser aussi bien le castillan que le basque dans leurs relations avec l’Administration publique; ils ont également droit à ce qu’on leur réponde dans la langue officielle qu’ils choisiront à cet effet ; des mesures seront adoptées et des moyens seront fournis pour garantir progressivement l’exercice de ce droit.
2) Dans les actes ou demandes auxquels participent plus d’une personne, les pouvoirs publics utiliseront la langue que les parties concernées conviendront de choisir.
Article 11
Tous les actes administratifs sont valides et absolument admissibles du point de vue juridique, indépendamment de la langue officielle dans laquelle ils sont formulés. Par conséquent, tous les actes dans lesquels intervient un organisme de l’Administration publique, ainsi que tous les avis et toutes les communications administratives doivent être rédigés dans les deux langues, sauf si toutes les personnes intéressées choisissent expressément l’utilisation d’une seule d’entre elles.
Article 12
1) Tous les documents publics doivent être rédigés dans la langue officielle que choisissent les parties intéressées ou, au cas où il y en aurait plus d’une, dans celle qu’elles conviennent de choisir.
2) Les administrateurs publics doivent émettre en castillan ou en basque, selon le choix de la personne intéressée, les exemplaires ou documents et traduire si nécessaire les registres et les documents sous leur responsabilité.
3) Dans tous les cas, des exemplaires des documents doivent être émis en castillan lorsque ceux-ci seront entrés en vigueur hors de la zone bascophone.
Article 13
1) Dans les registres publics, les inscriptions se font dans la langue officielle dans laquelle est rédigé le document, et également en castillan dans tous les cas.
2) La remise de tout document ou duplicata est effectuée dans chacune des langues officielles.
Article 14
Dans ses rapports avec l’administration de la justice, tout citoyen peut utiliser la langue officielle de son choix, conformément aux dispositions de la législation en vigueur.
Article 15
1) L’Administration publique et les entreprises à caractère public encouragent la formation progressive en langue basque du personnel assigné dans la zone bascophone.
2) Dans le cadre de leurs compétences respectives, chaque administration précise les postes pour lesquels la connaissance de la langue basque est nécessaire et, pour ce qui est des autres postes, cette connaissance est considérée, entre autres, au mérite.
Article 16
Les administrations locales de la zone bascophone utilisent le castillan et le basque dans toutes leurs documentations, leurs publications, la signalisation des voies urbaines et l’usage des noms propres de lieu, en respectant dans tous les cas les noms traditionnels.
 »

### Données sociolinguistiques
Selon le pourcentage de la population basque :
1: Municipalité avec moins de 20 % de bascophones.
2: Municipalité avec un pourcentage compris entre 20 % et 49 % de bascophones.
3: Municipalité avec un pourcentage compris entre 50 % et 79 % de bascophones.
4: Municipalité avec un pourcentage compris entre 80 % et 100 % de bascophones.
| Municipalités (Nom officiel)       | Code | % de bascophones | 1 < 20 % / 2 > 20 % et 49 % 3 > 50 % et 79 % / 4 > 80 % et 100 % |
| ---------------------------------- | ---- | ---------------- | ---------------------------------------------------------------- |
| Abaurregaina / Abaurrea Alta       | 003  | 50,8             | 3                                                                |
| Abaurrepea / Abaurrea Baja         | 004  | 33,5             | 2                                                                |
| Altsasu / Alsasua                  | 010  | 26,9             | 2                                                                |
| Anue                               | 017  | 32,6             | 2                                                                |
| Araitz                             | 020  | 88,4             | 4                                                                |
| Arakil                             | 025  | 23,3             | 2                                                                |
| Arano                              | 024  | 81,5             | 4                                                                |
| Arantza                            | 022  | 96,2             | 4                                                                |
| Arbizu                             | 027  | 78,4             | 3                                                                |
| Areso                              | 031  | 91,9             | 4                                                                |
| Aria                               | 033  | 40,3             | 2                                                                |
| Aribe                              | 034  | 24,3             | 2                                                                |
| Arruazu                            | 037  | 62,3             | 3                                                                |
| Atetz                              | 040  | 29,7             | 2                                                                |
| Auritz / Burguete                  | 058  | 30,4             | 2                                                                |
| Bakaiku                            | 044  | 49,5             | 2                                                                |
| Basaburua                          | 049  | 67,2             | 3                                                                |
| Baztan                             | 050  | 74,9             | 3                                                                |
| Beintza-Labaien                    | 137  | 90,0             | 4                                                                |
| Bera                               | 250  | 62,6             | 3                                                                |
| Bertizarana                        | 054  | 72,6             | 3                                                                |
| Betelu                             | 055  | 81,1             | 4                                                                |
| Donamaria                          | 081  | 90,0             | 4                                                                |
| Doneztebe / Santesteban            | 221  | 67,5             | 3                                                                |
| Elgorriaga                         | 087  | 81,9             | 4                                                                |
| Eratsun                            | 090  | 92,8             | 4                                                                |
| Ergoiena                           | 091  | 87,9             | 4                                                                |
| Erro                               | 092  | 21,3             | 2                                                                |
| Esteribar                          | 098  | 14,6             | 1                                                                |
| Etxalar                            | 082  | 75,2             | 3                                                                |
| Etxarri Aranatz                    | 084  | 72,4             | 3                                                                |
| Ezkurra                            | 102  | 87,6             | 4                                                                |
| Garaioa                            | 112  | 16,6             | 1                                                                |
| Garralda                           | 115  | 29,2             | 2                                                                |
| Goizueta                           | 117  | 92,1             | 4                                                                |
| Hiriberri / Villanueva de Aezkoa   | 256  | 35,7             | 2                                                                |
| Igantzi                            | 259  | 90,9             | 4                                                                |
| Imotz                              | 126  | 53,2             | 3                                                                |
| Irañeta                            | 127  | 39,8             | 2                                                                |
| Irurtzun                           | 904  | 27,1             | 2                                                                |
| Ituren                             | 129  | 89,5             | 4                                                                |
| Iturmendi                          | 130  | 30,9             | 2                                                                |
| Lakuntza                           | 138  | 65,3             | 3                                                                |
| Lantz                              | 140  | 18,7             | 1                                                                |
| Larraun                            | 144  | 85,4             | 4                                                                |
| Leitza                             | 149  | 83,2             | 4                                                                |
| Lekunberri                         | 908  | 56,5             | 3                                                                |
| Lesaka                             | 153  | 78,0             | 3                                                                |
| Luzaide / Valcarlos                | 248  | 67,2             | 3                                                                |
| Oiz                                | 187  | 80,5             | 4                                                                |
| Olazti / Olazagutía                | 189  | 23,3             | 2                                                                |
| Orbaizeta                          | 195  | 33,9             | 2                                                                |
| Orbara                             | 196  | 14,6             | 1                                                                |
| Roncevaux (Orreaga / Roncesvalles) | 211  | 15,7             | 1                                                                |
| Saldias                            | 213  | 88,6             | 4                                                                |
| Sunbilla                           | 226  | 89,0             | 4                                                                |
| Uharte Arakil                      | 123  | 26,1             | 2                                                                |
| Ultzama                            | 236  | 47,6             | 2                                                                |
| Urdazubi / Urdax                   | 239  | 80,2             | 4                                                                |
| Urdiain                            | 240  | 79,9             | 3                                                                |
| Urroz                              | 244  | 96,2             | 4                                                                |
| Ziordia                            | 073  | 20,4             | 2                                                                |
| Zubieta                            | 263  | 95,2             | 4                                                                |
| Zugarramurdi                       | 264  | 92,1             | 4                                                                |